# Bonnanaro
Bonnanaro (sardinsky: Bunnànnaru) je italská obec (comune) v provincii Sassari v regionu Sardinie. Nachází se ve výšce 405 metrů nad mořem a má 921 obyvatel. Rozloha obce je 21,84 km².